# Arcelor

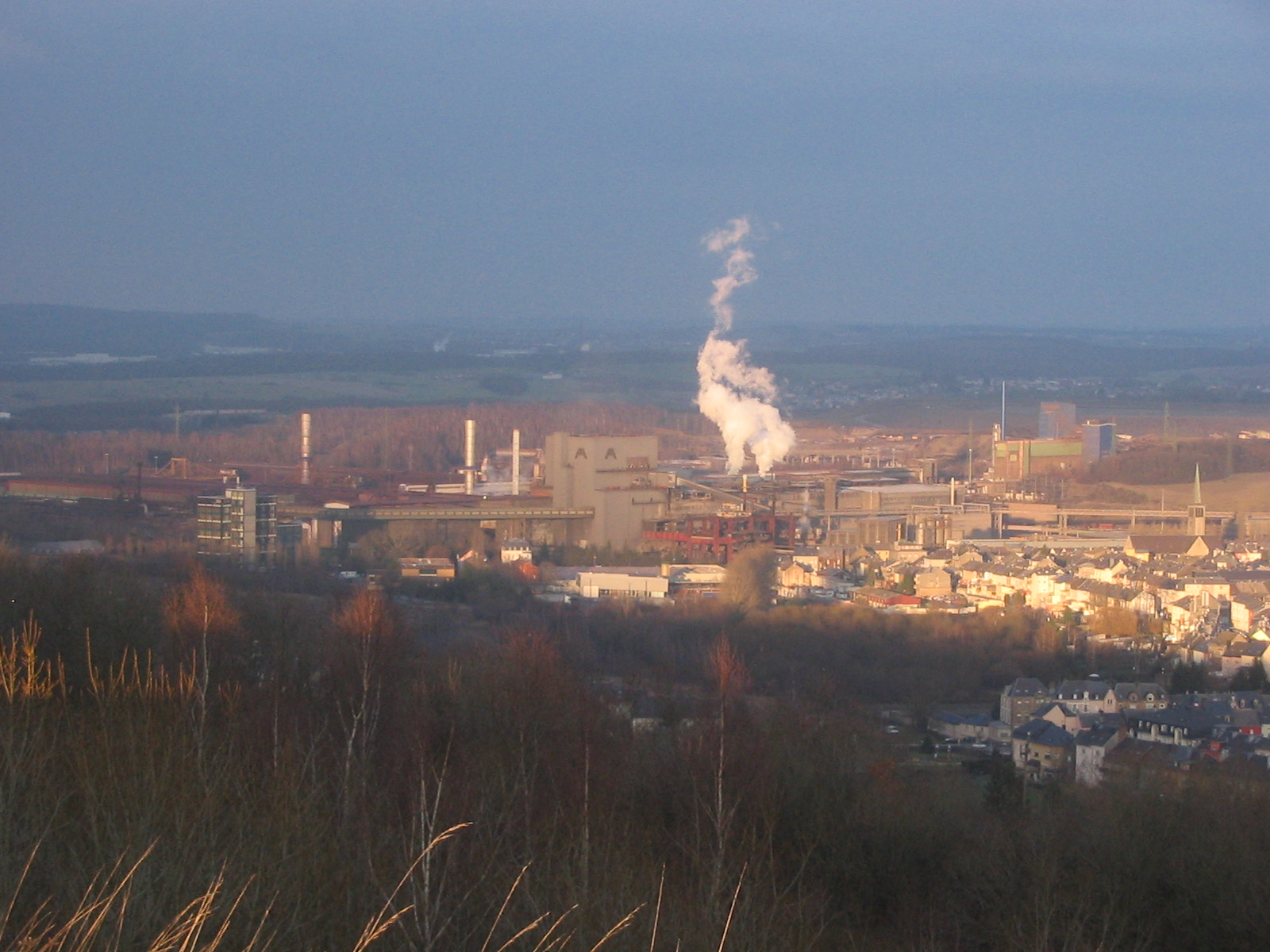
Arcelor-Elektrostahlwerk in Differdingen (Luxemburg)

Arcelor S.A. war bis 2006 der weltweit zweitgrößte Stahlproduzent. 2006 wurde Arcelor von dem Konkurrenten Mittal Steel Company übernommen und 2007 zu ArcelorMittal fusioniert.

## Firmengeschichte
Arcelor hatte seinen Sitz in Luxemburg und entstand 2001 durch den Zusammenschluss der spanischen Aceralia, der luxemburgischen ARBED und der französischen Usinor. 2002 wurde Guy Dollé Chef des Unternehmens. Nach der erfolgreichen feindlichen Übernahme Arcelors durch die Mittal Steel Company im Juni 2006 übernahm Lakshmi Mittal den Posten des Geschäftsführers.

## Eckdaten
Arcelor war nach Umsatz der weltweit größte, nach Tonnage der zweitgrößte Stahlhersteller. Im Jahr 2003 lag der Umsatz bei 25,923 Milliarden Euro und führte zu einem Nettogewinn von 257 Millionen Euro.
2004 stieg der Umsatz um 16,4 % auf 30,176 Milliarden Euro mit einem Nettogewinn von 2,314 Milliarden Euro.
2005 konnte der Umsatz um weitere 8,1 % auf 32,611 Milliarden Euro mit einem Nettogewinn von 3,846 Milliarden Euro gesteigert werden. Im ersten Quartal 2006 lag der Umsatz bei 9,565 Milliarden Euro, was im Vergleich zum ersten Quartal 2005 einen Anstieg von 17,3 % bedeutet.
Die Rohstahlproduktion betrug im Jahr 2005 46,7 Millionen Tonnen. Von den drei deutschen Arcelor-Werken Stahlwerke Bremen, Ekostahl Eisenhüttenstadt und Maxhütte Unterwellenborn gehören die ersten beiden jetzt auch ArcelorMittal, das dritte wurde an die brasilianische Companhia Siderúrgica Nacional (CSN) verkauft.
Das Unternehmen beschäftigte ca. 96.000 Mitarbeiter in über 60 Ländern (Stand 31. Dezember 2005). Die Aktivitäten der Arcelor-Gruppe erstreckten sich auf die Bereiche Langprodukte, Flachprodukte, Edelstähle sowie den Bereich der Anarbeitung. Hauptmärkte waren die Bereiche Automotive, Konstruktion, Verpackung, Haushalt und allgemeiner Maschinen- und Anlagenbau.

## Unternehmensstrategie

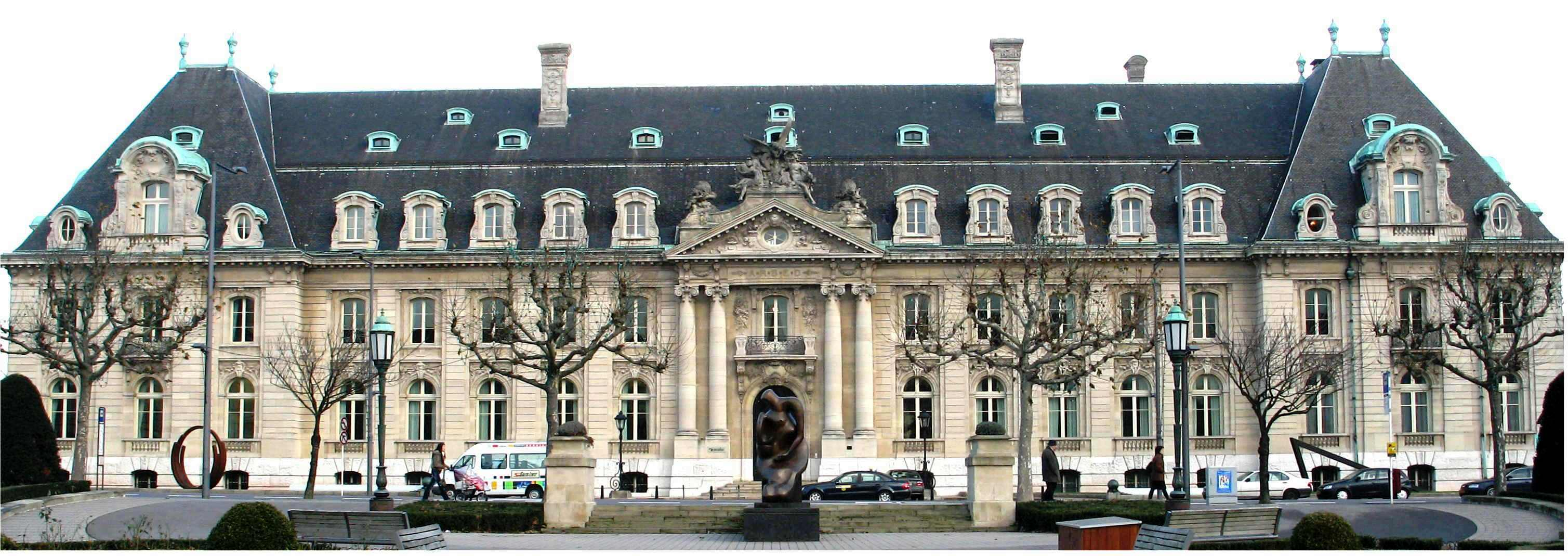
Verwaltungssitz von Arcelor in Luxemburg

Arcelor ging davon aus, dass in wenigen Jahren fünf bis sechs Unternehmen die Stahlindustrie dominieren würden. Dadurch sollte den Oligopolen der Rohstofflieferanten und der Abnehmer begegnet werden. Deshalb war Arcelor daran interessiert, außerhalb Europas Stahlunternehmen zu übernehmen. Die Schwerpunkte lagen dabei in Brasilien, Russland, Indien und der VR China.
Am 24. Januar 2006 gab Arcelor bekannt, für umgerechnet etwa 3,95 Milliarden Euro den größten kanadischen Stahlproduzenten Dofasco zu übernehmen, nachdem ThyssenKrupp im Bieterwettstreit kein erneutes Gebot vorgelegt hatte. Die Übernahme von Dofasco erfolgte schließlich am 21. Februar 2006. Damit war Arcelor um 11.000 Mitarbeiter und etwa 2,7 Milliarden Euro Umsatz gewachsen.

## Übernahme durch Mittal Steel Company
Am 27. Januar 2006 gab der weltgrößte Stahlkonzern Mittal Steel Company bekannt, für die Übernahme von Arcelor 18,6 Milliarden Euro bieten zu wollen. Somit entstünde ein neuer Stahlkonzern mit einer Rohstahlproduktion von über 120 Millionen Tonnen im Jahr. Gleichzeitig wurde bekannt, dass nach einer erfolgreichen Übernahme durch Mittal das gerade erst durch Arcelor erworbene kanadische Unternehmen Dofasco an ThyssenKrupp weiterverkauft werden sollte. Die Kaufsumme entsprach in etwa dem Baranteil des Angebots für Arcelor. Damit sollte erwarteten Einwänden amerikanischer Kartellbehörden begegnet werden. Am 29. Januar erklärte der Aufsichtsrat von Arcelor seine Absicht zur Abwehr der feindlichen Übernahme. Den Aktionären riet er dazu, nicht an Mittal zu verkaufen. Das Großherzogtum Luxemburg als größter Einzelaktionär lehnte das erste Übernahmeangebot ebenfalls ab.
Um die Übernahme abzuwehren, versuchte das Management die Anteilseigner zu überzeugen, dass sie höhere Gewinne mit einer eigenständigen Arcelor erwarten könnten. Deshalb wurde ein Businessplan vorgelegt, der vorsah, dass 30 % des Cash Flow an die Anteilseigner ausgeschüttet würden. Als Konsequenz dieser Strategie wurde die bereits mit 1,20 € festgelegte Dividende für 2006 auf 1,85 € erhöht und den Anteilsinhabern eine Zusatzzahlung von insgesamt 5 Milliarden Euro innerhalb eines Jahres in Aussicht gestellt. Die dann insgesamt ausgeschüttete Summe übertrifft damit den von Mittal angebotenen Baranteil des Übernahmeangebots.
Arcelor hatte zur Abwehr der Übernahme durch Mittal seine Anteile an Dofasco an eine Stiftung nach niederländischem Recht übertragen, was einen Verkauf von Dofasco nach einer feindlichen Übernahme praktisch unmöglich machen sollte. Mittal könne dadurch den Baranteil seines Angebots nicht mehr kompensieren. Außerdem würde die Übernahme wahrscheinlich in Nordamerika wettbewerbsrechtlich nicht genehmigt werden. Andererseits verringere sich dadurch auch die Möglichkeit von Arcelor, an der Umgestaltung der Stahlindustrie weiter aktiv teilzunehmen.
Am 19. Mai 2006 erhöhte Mittal das Übernahmeangebot auf 26 Milliarden Euro. Gleichzeitig bot Mittal den Arcelor-Aktionären höhere Prämien an und räumte der luxemburgischen Regierung Zugeständnisse ein, wie die Verlegung des Hauptsitzes von Mittal nach Luxemburg. Gleichzeitig rief Arcelor eine Aktionärsversammlung ein, um Arcelor-Aktien im Wert von 5 Milliarden Euro zurückzukaufen. Da diese Versammlung nicht beschlussfähig war, musste die Entscheidung über die weiteren Abwehrmaßnahmen auf Juni 2006 vertagt werden.
Am 26. Mai verkündete Arcelor, mit dem russischen Stahlkonzern Severstal fusionieren zu wollen, wodurch der neue Konzern Mittal als größten Stahlkonzern ablösen würde.
Am 11. Juni lehnte das Arcelor-Management das erhöhte Angebot Mittals ab und empfahl seinen Aktionären den Zusammenschluss mit Severstal, erklärte sich aber zu Gesprächen mit Mittal Steel über ein erneutes Angebot bereit.
Am 25. Juni stimmte das Arcelor-Management einem nochmals erhöhten Angebot von Mittal Steel in Höhe von 25,4 Milliarden Euro zu; aus Mittal und Arcelor wurde nun Arcelor Mittal, der mit Abstand weltgrößte Stahlproduzent. Arcelor Mittal wird anstelle Arcelor im Finanzindex CAC40 ab November 2006 gelistet.

## Aktienhandel
Die Aktien des Unternehmens (ISIN LU0140205948, Symbol ARR) wurden in Paris, Brüssel, Madrid und Luxemburg an der Börse gehandelt. 85 % der Aktien befanden sich im Streubesitz. Größter Einzelaktionär war mit 5,6 % der Staat Luxemburg.

## Flachstahlproduktionsstätten
Die Hauptproduktionsstätten von Flachstahlprodukten sind in Gent Zelzate, Dünkirchen, Gijón, Fos-sur-Mer, Lüttich, Charleroi, Florange, Vitória (Brasilien), Bremen und Eisenhüttenstadt.